# Parafia Niepokalanego Serca Najświętszej Maryi Panny w Mesznej

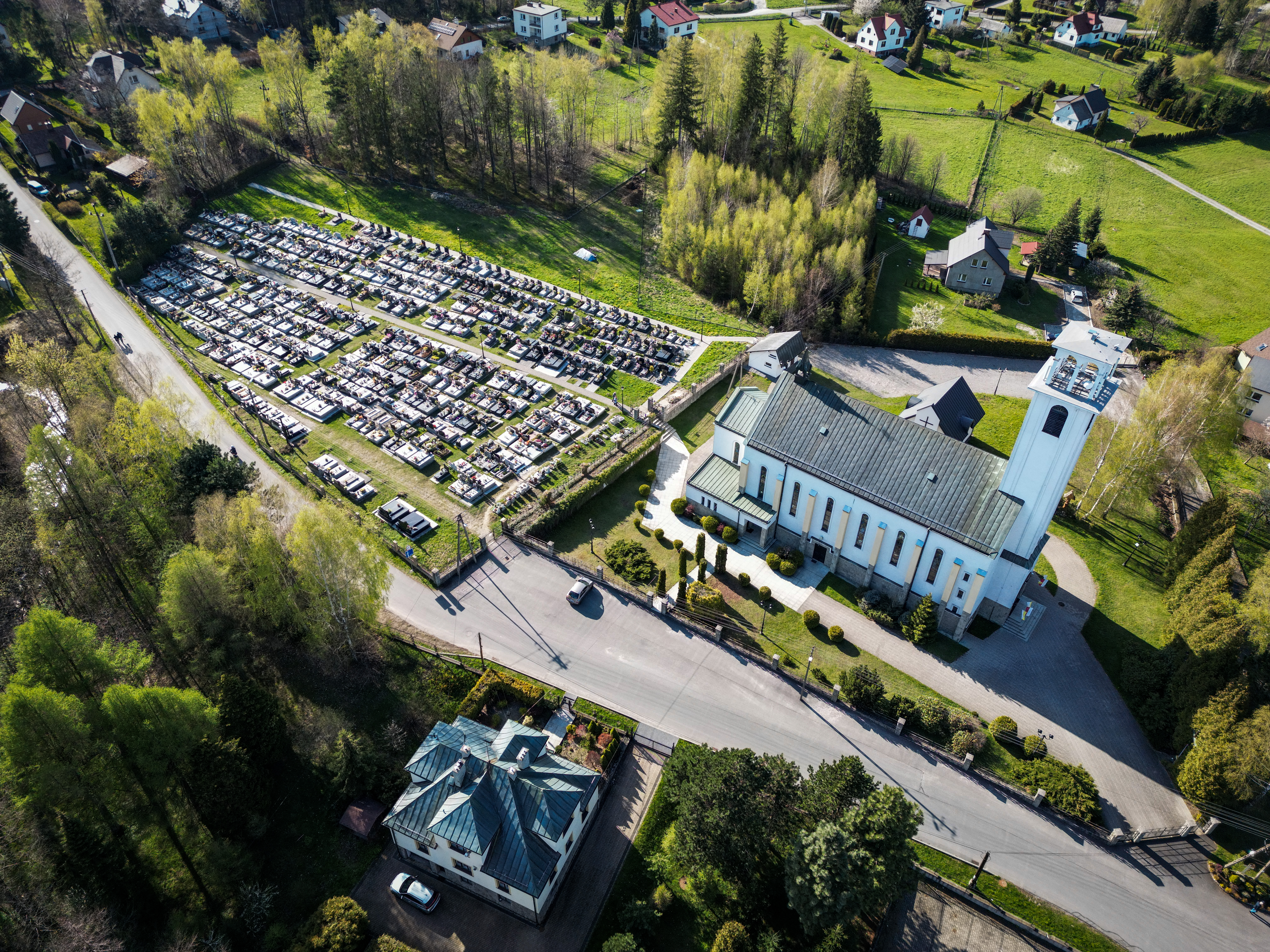
Kościół, cmentarz i plebania z lotu ptaka

Parafia pod wezwaniem Niepokalanego Serca Najświętszej Maryi Panny w Mesznej – parafia rzymskokatolicka znajdująca się w Mesznej. Należy do dekanatu Łodygowice diecezji bielsko-żywieckiej.